# Barbara Ahrons
Barbara Ahrons (* 20. September 1944 in Sensburg, Ostpreußen; † 8. Februar 2024) war eine deutsche Politikerin (CDU) und Mitglied der Hamburgischen Bürgerschaft.

## Leben
Ahrons lebte seit 1945 in Hamburg. Sie beendete das Gymnasium mit mittlerer Reife und absolvierte anschließend eine Ausbildung sowie eine Meisterprüfung als Schneidermeisterin. Seit 1971 war sie selbständige Kauffrau im Druckgewerbe.

## Politik
Ahrons war 1981 der CDU beigetreten. Von 1983 bis 1993 war sie zugewählte Bürgerin in Fachausschüssen der Bezirksversammlung Hamburg-Eimsbüttel.
Von Oktober 1993 bis 2011 war sie Mitglied der Bürgerschaft der Freien und Hansestadt Hamburg. Für die Bürgerschaftswahl 2008 wurde Ahrons von ihrer Partei am 2. Juni 2007 mit 70,4 % auf die Landesliste gewählt, über die sie auch erneut in das Parlament einziehen konnte. Als Landtagsabgeordnete war sie für ihre Fraktion Mitglied des Wirtschafts- und des Haushaltsausschusses. In der Welt vom 21. Juni 2009 wurde sie wie folgt zitiert: Ein absolutes Rauchverbot wäre für die „Weltstadt Hamburg mit ihrem freiheitlichen Denken unangemessen“, findet Barbara Ahrons, die Wirtschaftsexpertin der CDU-Fraktion.

## Sonstige Ämter
Ahrons war ab 1994 Landesvorsitzende der Hamburger Mittelstands- und Wirtschaftsvereinigung der CDU und ab 1999 deren stellvertretende Bundesvorsitzende. Darüber hinaus war sie Vorsitzende des Verbandes deutscher Unternehmerinnen im Landesverband Hamburg.